# Systaria insulana
Systaria insulana is een spinnensoort in de taxonomische indeling van de spoorspinnen (Miturgidae).
Het dier behoort tot het geslacht Systaria. De wetenschappelijke naam van de soort werd voor het eerst geldig gepubliceerd in 1902 door William Joseph Rainbow.